# Halák László
Halák László (Budapest, 1935. november 26. – 2015. július 17.) magyar író, újságíró.

## Életpályája
1954-ben érettségizett a Kosevoj Szovjetösztöndíjas Iskolában. Már gyermekkorától kezdve újságíró szeretett volna lenni, így az érettségi után az Eötvös Loránd Tudományegyetem Bölcsészettudományi Karának újságíró szakára jelentkezett. A jelentkezését elutasították arra hivatkozva, hogy a szakon a létszám betelt. Jogi tanulmányait az ELTE Állam- és Jogtudományi Karán végezte. Diplomamunkáját a halálbüntetés eltörlésének tárgyában írta. Pályája kezdetén több területen is kipróbálta magát. Ügyészként, gyámügyi előadóként és jogtanácsosként is dolgozott. Először 1959-ben jelent meg képernyőn a Halló fiúk! Halló lányok! című műsorban, ahol Fejér István újságíró volt partnere. Később a Magyar Televízió különböző műsoraiban szerepelt szerkesztőként, illetve feladatíróként.  A „Rólad van szó” című ifjúsági vitaműsor írója és műsorvezetője volt öt éven keresztül. 1973-tól a Magyar Televízió Ifjúsági Szerkesztőségének vezetője, majd a Dokumentumfilm Szerkesztőségben Radványi Dezső főszerkesztő helyettese lett. Több dokumentumfilmet menedzselt és készített, mint például az Apák egyedül, a Pánik, a Demokrácia gyermekcipőben, A megnyesett fa kizöldül, A kenyér itt kezdődik, a Mese a csodaszarvasról című munkákat. A Szerkesztői Alkotó Iroda vezetőjeként is dolgozott. Nyugalmazásáig a Magyar Televízió főmunkatársa volt. Tíz éven át betöltötte a Munkaügyi Döntőbizottság elnöki tisztségét is. Az MSZMP Pártbizottságának utolsó titkárának is megválasztották. 2002 és 2004 között, majd 2008. május 26-tól ismét a Hungária Televízió Közalapítvány kuratóriumi elnökségének tagja volt. A MÚOSZ Etikai Bizottságának elnökeként is tevékenykedett. Ebben a minőségében médiajogot és médiaetikát tanított az egri Esterházy Károly Főiskolán és az ELTE Tanító- és Óvónőképző Főiskoláján.

## Művei

### Nevelési témájú könyvei
- Tenni, vagy nem tenni (Móra Kiadó)
- Apa gyermekével (Móra Kiadó)
- Jóra nevellek! (Móra Kiadó)
- Illemkocka (Kossuth Kiadó)
- Ágytól, asztaltól (Kossuth Kiadó)

### Színműve
- A Nem Egészen Szép Béka Meséi

### Meséi
- Kis herceg a homokozóban
- Aludj szépen kis virág!

### Egyéb
- Az én ötvenhatom (2006)
- Magyarországon nem éhezhet, nem fázhat senki! (2010)

## Díjai, elismerései
- Közönségdíjat kapott a Miskolci Filmfesztiválon “A kenyér itt kezdődik” című dokumentumfilmjéért (1989)
- Életmű nívódíj (1998)
- Szalai Pál-emlékdíj (2004)
- Aranytoll (2008)